# Ossius de Cordoue
Ossius de Cordoue (v. 256 - 357) est une personnalité influente du christianisme ancien qui fut évêque de Cordoue et conseiller spirituel de l'empereur romain Constantin Ier qui le chargea de tenter de dénouer la controverse arienne qui avait embrasé le christianisme au début du IVe siècle. On lui attribue un rôle de premier plan aux conciles de Nicée et de Sardique.

## Biographie

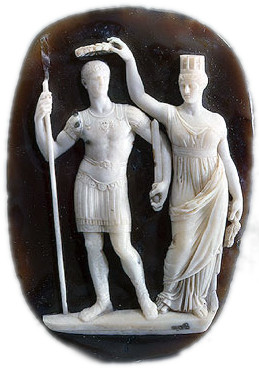
Camée en sardonyx représentant Constantin couronné par Constantinople, IVe siècle.

La biographie d'Ossius est très parcellaire et relève en grande partie de l'histoire canonique.
Ossius serait un citoyen romain originaire de la province d'Hispanie bien que l'historien byzantin Zosime parle d'une naissance égyptienne. Il aurait été élu évêque de Cordoue vers 295 avant de participer au concile d'Elvire. Dans une lettre, il rapporte qu'il était confesseur à l'époque de la persécution de Dioclétien.
Ossius de Cordoue est l'un des rares théologiens chrétiens occidentaux de l'époque. À partir de 312, il devient conseiller de Constantin pour les affaires chrétiennes d'un empereur païen polythéiste qui honore Sol Invictus et le panthéon romain, mais s'intéresse depuis longtemps au christianisme et qui finira par l'adopter comme religion personnelle en 312, devenant, ce faisant, le véritable président de l'Église. Ce dernier mandate Ossius pour enquêter sur les querelles alexandrines autour des conceptions du prêtre Arius, un élève de Lucien d'Antioche.

## L'arianisme
L'empereur Constantin envoie Ossius en Orient pour tenter de régler l'affaire du prêtre Arius qui y agite profondément la rivalité entre Antioche et Alexandrie : il s'agit de savoir si Jésus est de même nature et de même substance que le Père ou seulement de même nature. Alexandre d'Alexandrie est partisan de la première option qui, pour Arius, soucieux d'éviter tout dithéisme, est irrecevable car le Fils étant pour lui une créature, cette option implique la coexistence de deux dieux.
Ayant convoqué un synode des évêques égyptiens, on est certain qu'Ossius rencontra l'évêque Alexandre d'Alexandrie et sans doute son secrétaire Athanase d'Alexandrie. On pense par contre qu'il ne rencontra pas Arius ; le contraire eût été considéré comme une offense au puissant évêque monarchique. Ossius doit repartir sur un constat d'échec, seul Kollouthos ayant accepté de rentrer dans le rang. De retour vers la ville impériale de Nicomédie, Ossius fait halte en 325 à Antioche et, comme envoyé de l'empereur, y préside un synode d'évêques syriens. Sa présence est redoutée par bon nombre d'évêques et épiscopes locaux qui ne se présentent pas à cette réunion. L'assemblée réduite propose un texte consensuel dans un premier temps mais, probablement sous la pression d'Ossius qui a pris parti pour Alexandre, élit alors Eustathe d'Antioche - partisan radical de celui-ci et accusé par les ariens de sabellianisme -, excommunie les partisans d'Arius, dont Eusèbe de Césarée, et appuie l'évêque d'Alexandrie.

## Nicée

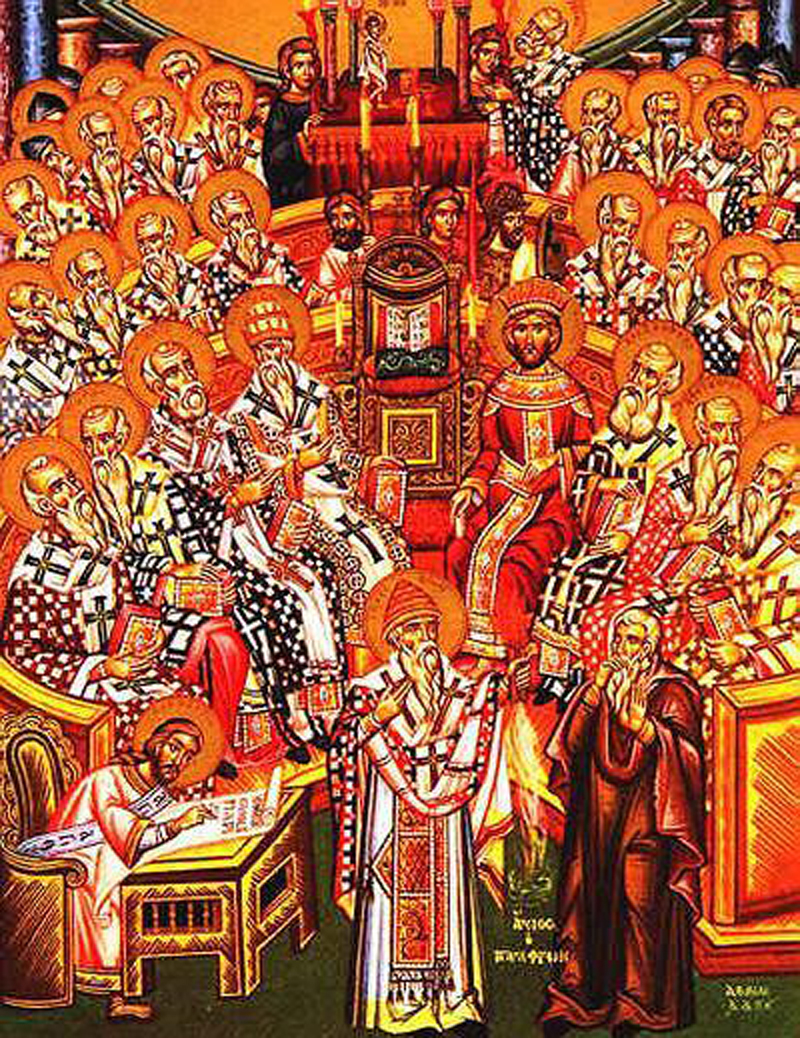
Icône représentant le premier concile de Nicée

Probablement sous l'impulsion d'Ossius, Constantin décide alors de convoquer en 325 un concile général d'abord à Ancyre, ville dont l'évêque Marcel est un monarchien convaincu, puis à Nicée, près de Nicomédie. Le concile de Nicée oppose les partisans d'Arius et de Lucien aux partisans d'Alexandre d'Alexandrie et d'Ossius. Celui-ci, s'il ne fait partie que de la faible délégation occidentale, n'en a pas moins l'oreille de l'Empereur. Le Concile se mue en tribunal contre Arius. Les supporters d’Arius souffrent de division interne entre homéens (similitude non substantielle) et homoïousiens (admettant une substance semblable mais non identique) et les théories de ce dernier, contenues pour l’essentiel dans la Thaleia, sont condamnées.
On attribue parfois à Ossius lui-même la définition du terme très débattu de « consubstantiel » (homoousios). Au terme du concile, Constantin soutient le parti d'Ossius et la théologie d’Alexandre d’Alexandrie, qui sera relayée par la suite par Athanase, en menaçant d'exil les réfractaires qui refuseraient de signer le Symbole de Nicée. Paradoxalement, Constantin, se tournera par la suite plutôt du côté des ariens et l'arianisme modéré  deviendra pour un temps le parti prépondérant, certains  évêques nicéens se voyant même déposés de leurs charges.

## Concile de Sardique
Les héritiers de Constantin le Grand, Constant et Constance II, ne défendent pas les mêmes options théologiques, le second étant plus enclin à défendre un arianisme modéré, traduisant l'opposition entre les évêques occidentaux et la plupart des orientaux, largement plus nombreux. Constant exige auprès de son frère qu'un concile réunisse les évêques des deux parties de l'Empire. Au printemps 343, Constance accède à la demande et envoie à Sardique un nombre restreint d'évêques orientaux accompagnés de trois hauts fonctionnaires.
Ossius, venu avec un peu moins de cent évêques occidentaux, doit coprésider ce concile de Sardique en compagnie de Maximin de Trèves, dans un attelage montrant que le concile allait être contrôlé par Constant. Les évêques orientaux se rassemblent préalablement à Philippopolis où ils tiennent réunion pour préparer leur stratégie. La réunion de Sardique se passe mal et, malgré les propositions de médiation d'Ossius, est rapidement boycottée par les évêques orientaux parce que les évêques occidentaux, très minoritaires à l'époque malgré l'importance supposée d'Ossius, insistent sur la présence d'Athanase d'Alexandrie, principal opposant à l'arianisme, et de Marcel d'Ancyre - dont l'opposition à l'arianisme le conduira au sabellianisme - avec lesquels refusent de siéger les orientaux.
Les partisans d'Eusèbe quittent précipitamment le concile – à la faveur de l'annonce dune victoire de Constance II sur les Perses –, se réunissent à Philippopolis où ils rédigent une encyclique confirmant la condamnation d'Athanase et de Marcel, excommuniant en outre Ossius, l'évêque de Rome Jules et Maximin et réitérant leur profession de foi basée sur le quatrième Credo du Concile de la Dédicace tenu à Antioche en janvier 341.
Les évêques occidentaux continuent de siéger à Sardique et c'est à cette occasion qu'Ossius fait rétablir Athanase dans ses fonctions et aurait proposé, vainement, le célibat pour les prêtres, inaugurant un débat qui opposera là encore christianismes occidentaux et orientaux, ainsi que la prééminence de l'évêque de Rome pour trancher des conflits entre évêques.
La réunion de Sardique est donc un non-concile n'ayant pas réuni une assemblée unique délibérante. Ces discordes théologiques et canoniques témoignent des profondes divergences entre les divers courants des communautés chrétiennes de l'époque qui traduisent plus généralement la différence de culture et de tradition intellectuelles entre l'Orient grec et l'Occident latin dont Ossius est le représentant.

## Relégation
L'opposition d'Ossius à la politique proarienne de Constance II, fils de Constantin élevé dans l'arianisme, qui fit souscrire de force les évêques occidentaux à la nouvelle condamnation d'Athanase d'Alexandrie lors du concile d'Arles (non reconnu) en 353, lui valut d'être relégué à Sirmium. Il reproche alors à l'empereur, qui préside notamment les débats d'Arles, dans une célèbre lettre, son intrusion dans les affaires de l'Église. Cette injonction restera cependant, pour le moment, lettre morte, et les affaires concernant l'orthodoxie et la discipline resteront le fait du prince jusqu'à la fin du IVe siècle, le clergé ne restant cantonné qu'à un rôle intermittent. Selon Athanase d'Alexandrie, peu avant sa mort, presque centenaire et soumis à toutes sortes de pressions, Ossius se serait laissé extorquer la signature d'une formule de foi arienne en 357 mais aurait persévéré dans son refus de condamner Athanase.

## Vénération
Ossius est vénéré comme saint confesseur par l'Église orthodoxe et l'Église catholique et fêté le 27 août.

### Sources partielles
- « Hosius Of Córdoba », dans Encyclopædia Britannica Ultimate Reference Suite, Chicago, Encyclopædia Britannica, 2012
- Richard E. Rubenstein (préf. Michel Vovelle), Le jour où Jésus devint Dieu : L'« affaire Arius » ou la grande querelle sur la divinité du Christ au dernier siècle de l'Empire romain, La Découverte, 2004 (1re éd. 1999) (ISBN 2-7071-4218-2)